# Mata de Alcántara
Mata de Alcántara ist ein westspanischer Ort und eine Gemeinde (municipio) mit 286 Einwohnern (Stand: 2024) in der Provinz Cáceres in der Autonomen Region Extremadura im Südwesten Spaniens.

## Lage
Mata de Alcántara liegt etwa 50 Kilometer (Fahrtstrecke) nordwestlich der Provinzhauptstadt Cáceres in einer Höhe von ca. 330 m. Das Klima ist gemäßigt bis warm; Regen (599 mm/Jahr) fällt hauptsächlich im Winterhalbjahr.

## Bevölkerungsentwicklung
| Jahr      | 1970 | 1981 | 1991 | 2001 | 2011 | 2021 |
| Einwohner | 1099 | 507  | 405  | 357  | 327  | 284  |

Der deutliche Bevölkerungsrückgang seit den 1950er Jahren ist im Wesentlichen auf die Mechanisierung der Landwirtschaft sowie die Aufgabe bäuerlicher Kleinbetriebe („Höfesterben“) und den damit einhergehenden Verlust von Arbeitsplätzen zurückzuführen.

## Sehenswürdigkeiten

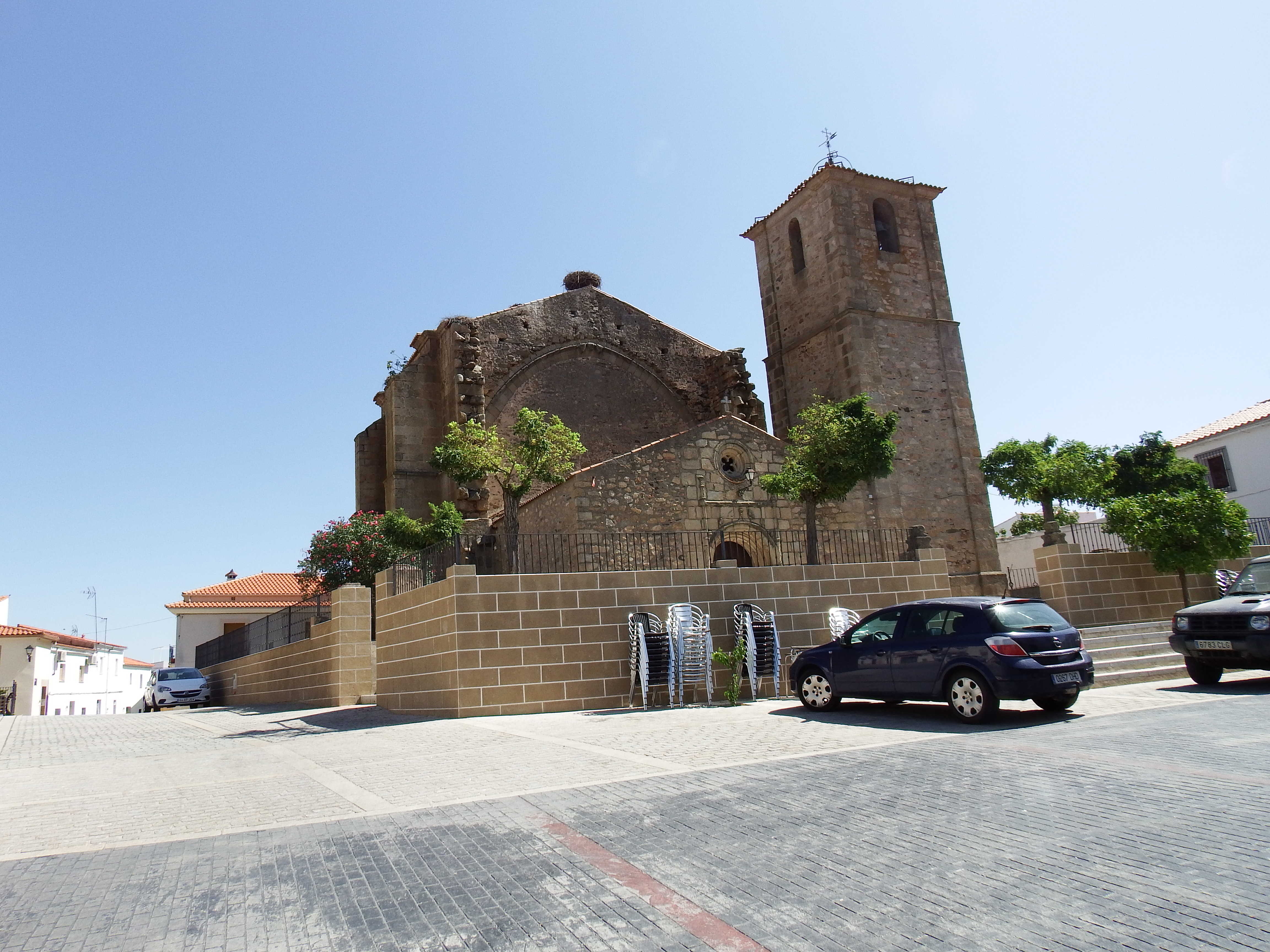
Kirche Maria Gnade
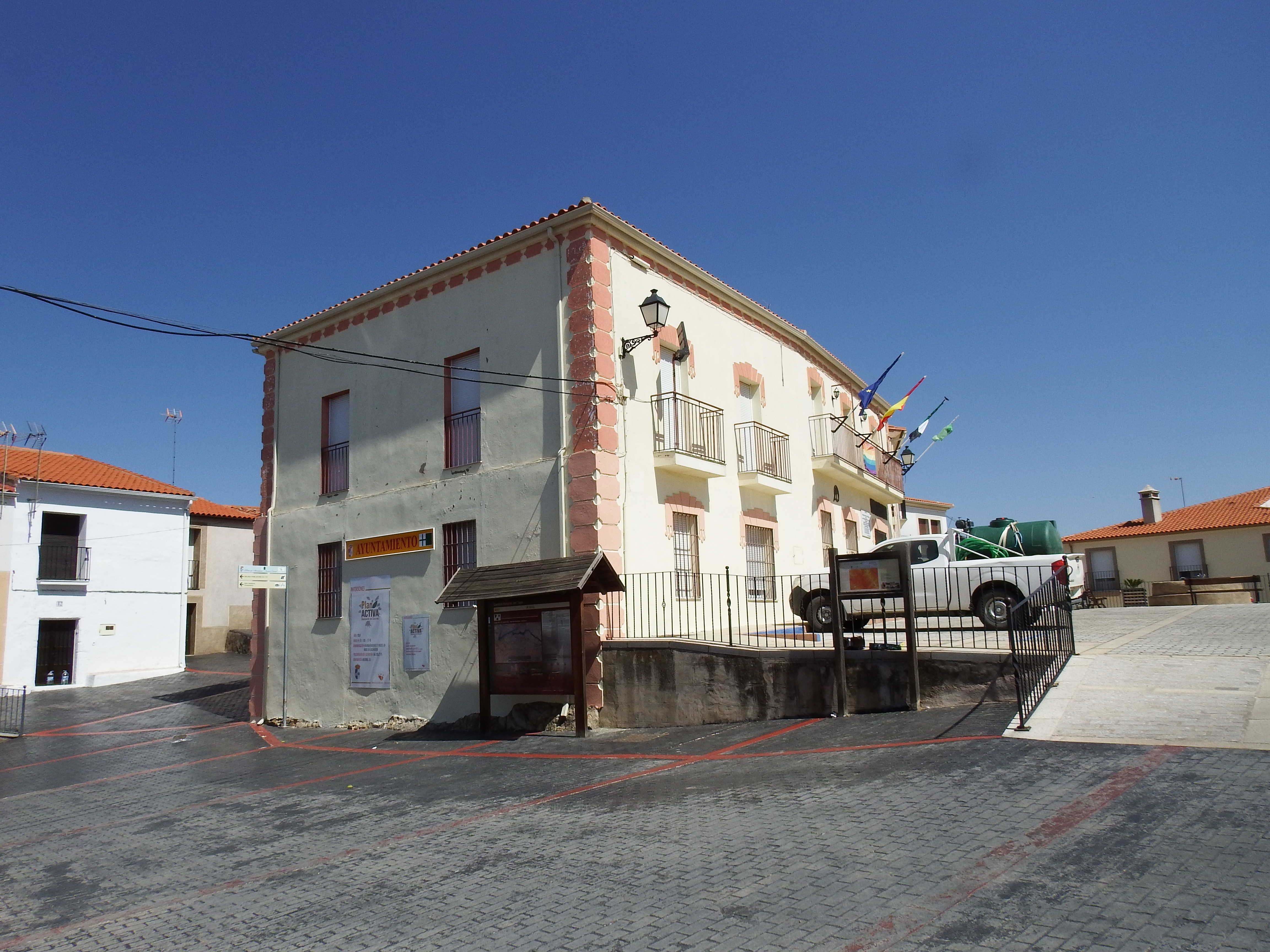
Rathaus

- Laurentiuskapelle
- Petruskapelle
- Sebastianuskapelle

- Kirche Maria Gnade
- Rathaus